# Tadhg Furlong
Tadhg Furlong (Condado de Wexford, 14 de noviembre de 1992) es un jugador irlandés que juega de pilar para el Leinster en la United Rugby Championship y para la selección de Irlanda. Además ha sido seleccionado en 2017, 2021 y 2025 por los leones británicos e irlandeses. 
Furlong proviene de una familia de agricultores en la parroquia de Horeswood en el Condado de Wexford . Comenzó en el rugby jugando en el filial del New Ross RFC. 

## Profesional
Furlong hizo su debut senior para Leinster Rugby en noviembre de 2013 como reemplazo contra los Dragones . Formó parte del equipo Leinster A que ganó la Copa Británica e Irlandesa 2013–14 . Antes de la temporada 2014-15, Furlong fue promovido de la Academia Leinster al equipo de alto nivel.

## Internacional
Furlong hizo su debut en Irlanda el 29 de agosto de 2015 contra Gales en un partido de preparación para la Copa Mundial de Rugby 2015 . Fue nombrado en el equipo de Irlanda para la Copa del Mundo el 1 de septiembre de 2015. En noviembre de 2016, Furlong comenzó a jugar para Irlanda en los partidos internacionales de Otoño, incluida la victoria histórica sobre Nueva Zelanda el 15 de noviembre de 2016. También jugó para Irlanda en el Torneo de las Seis Naciones 2017 .

### Leones Británicos
Furlong fue seleccionado en el equipo dirigido por Warren Gatland para la gira de Leones británicos e irlandeses de 2017 a Nueva Zelanda . Comenzó los tres partidos de prueba en la serie dibujada.

## Palmarés y distinciones notables
- Seis Naciones 2014, Seis Naciones 2015 y  Seis Naciones 2018[15] [16]
- Copa de Europa de 2018[17]
- European Challenge Cup: 2013
- Pro 12 Rugby: 2012-13 y 2020-21
- Seleccionado por los British and Irish Lions para la gira de 2017 en Nueva Zelanda,[18] la gira de 2021 en Sudáfrica [19] y la gira de 2025 en Australia